# Junqueira (Monte Aprazível)
Junqueira é um distrito do município brasileiro de Monte Aprazível, que integra a Região Metropolitana de São José do Rio Preto, no interior do estado de São Paulo.

## História

### Formação administrativa
- Distrito policial de Montevidéu criado em 28/06/1927 no município de Monte Aprazível[3]
- Distrito de Junqueira criado pela Lei nº 2.424 de 10/09/1930, com sede no distrito policial de Montevidéu[4][5].
- Pela Lei n° 233 de 24/12/1948 perdeu terras para a formação do distrito de Vila União (atual União Paulista)[6].

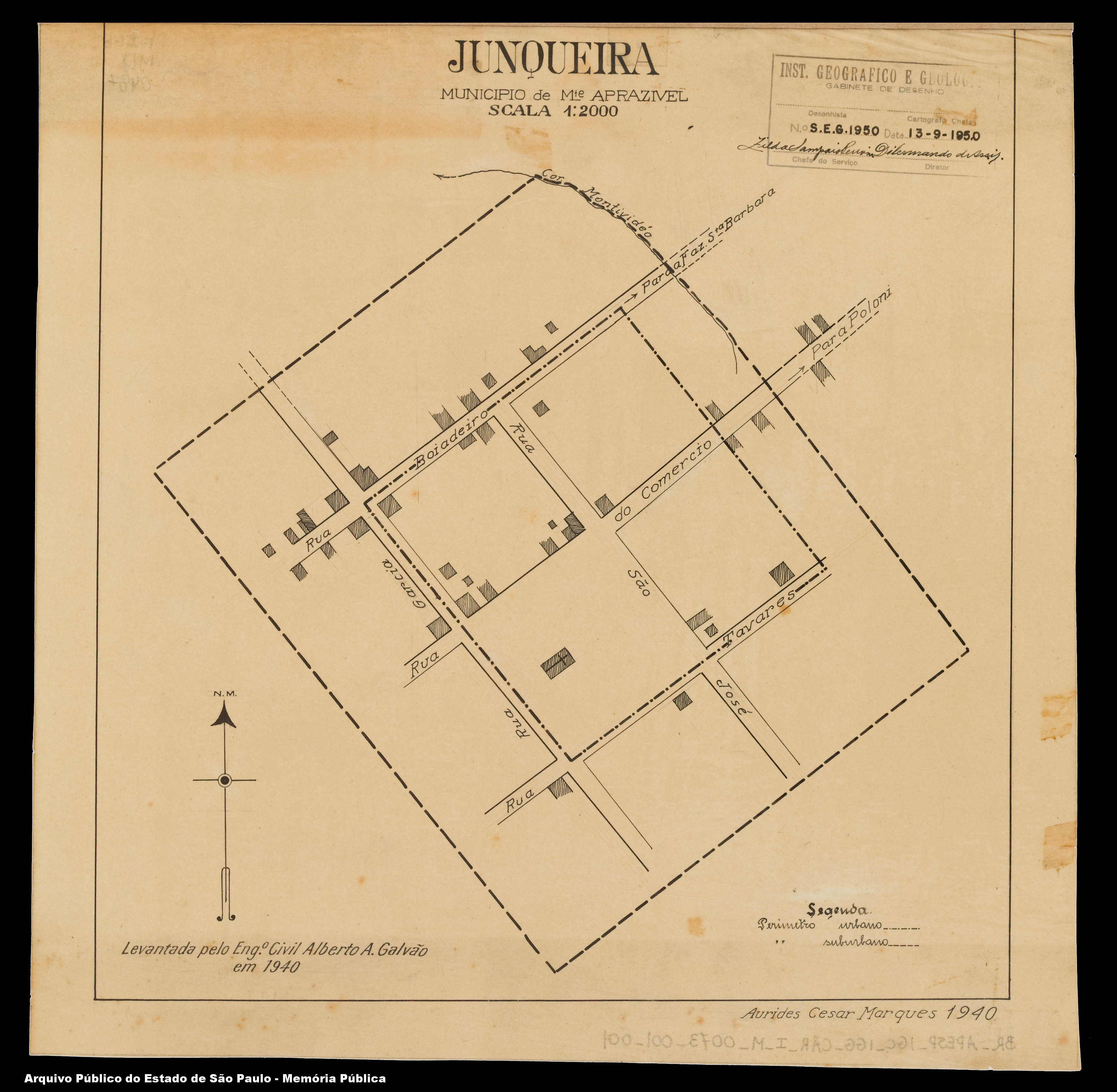
Planta da área urbana original.

### Pedido de emancipação
O distrito tentou a emancipação político-administrativa e ser elevado a município, através de processo que deu entrada na Assembléia Legislativa do Estado de São Paulo no ano de 1963. Após a realização de plebiscito, a população local foi a favor da emancipação.
No projeto de lei aprovado, Junqueira seria elevado a município. Entretanto o então governador Ademar de Barros vetou a emancipação de alguns distritos, entre eles Junqueira.

## Geografia

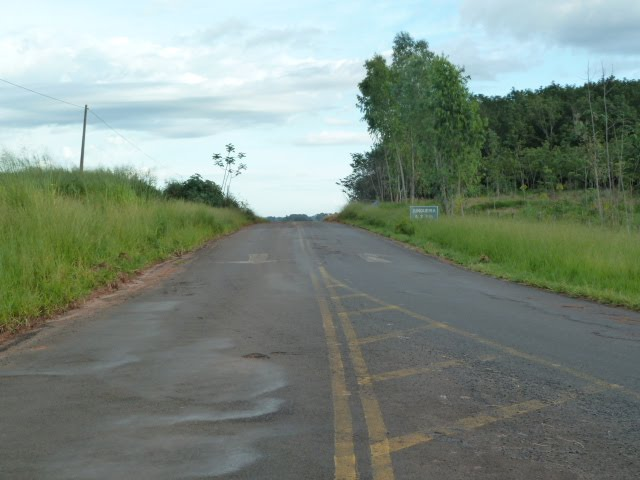
Estrada vicinal de acesso ao distrito.

### Demografia

#### População urbana
| Crescimento população urbana | Crescimento população urbana | Crescimento população urbana | Crescimento população urbana |
| Censo                        | Pop.                         |                              | %±                           |
| ---------------------------- | ---------------------------- | ---------------------------- | ---------------------------- |
| 1940                         | 175                          |                              | —                            |
| 1950                         | 194                          |                              | 10,9%                        |
| 1960                         | 227                          |                              | 17,0%                        |
| 1970                         | 215                          |                              | −5,3%                        |
| 1980                         | 166                          |                              | −22,8%                       |
| 1991                         | 214                          |                              | 28,9%                        |
| 2000                         | 214                          |                              | 0,0%                         |
| 2010                         | 253                          |                              | 18,2%                        |
| 2022                         | 223                          |                              | −11,9%                       |
| Fonte: IBGE e Fundação SEADE |                              |                              |                              |

#### População total
Pelo Censo 2010 (IBGE) a população total do distrito era de 610 habitantes.

### Área territorial
A área territorial do distrito é de 68,284 km².

### Rodovias
O distrito possui acesso às cidades de União Paulista e Poloni, e a Rodovia Feliciano Salles da Cunha (SP-310) através de estradas vicinais.

## Serviços públicos

### Registro civil
Atualmente é feito na sede do município, pois o Cartório de Registro Civil das Pessoas Naturais do distrito foi extinto pela Resolução nº 1 de 29/12/1971 do Tribunal de Justiça do Estado de São Paulo, e seu acervo foi recolhido ao cartório do distrito sede.

### Saneamento
O serviço de abastecimento de água é feito pela Companhia de Saneamento Básico do Estado de São Paulo (SABESP).

### Energia
A responsável pelo abastecimento de energia elétrica é a CPFL Paulista, distribuidora do grupo CPFL Energia.

## Religião
O Cristianismo se faz presente no distrito da seguinte forma:

### Igreja Católica
- A igreja faz parte da Diocese de São José do Rio Preto[19].